# 서양 요리

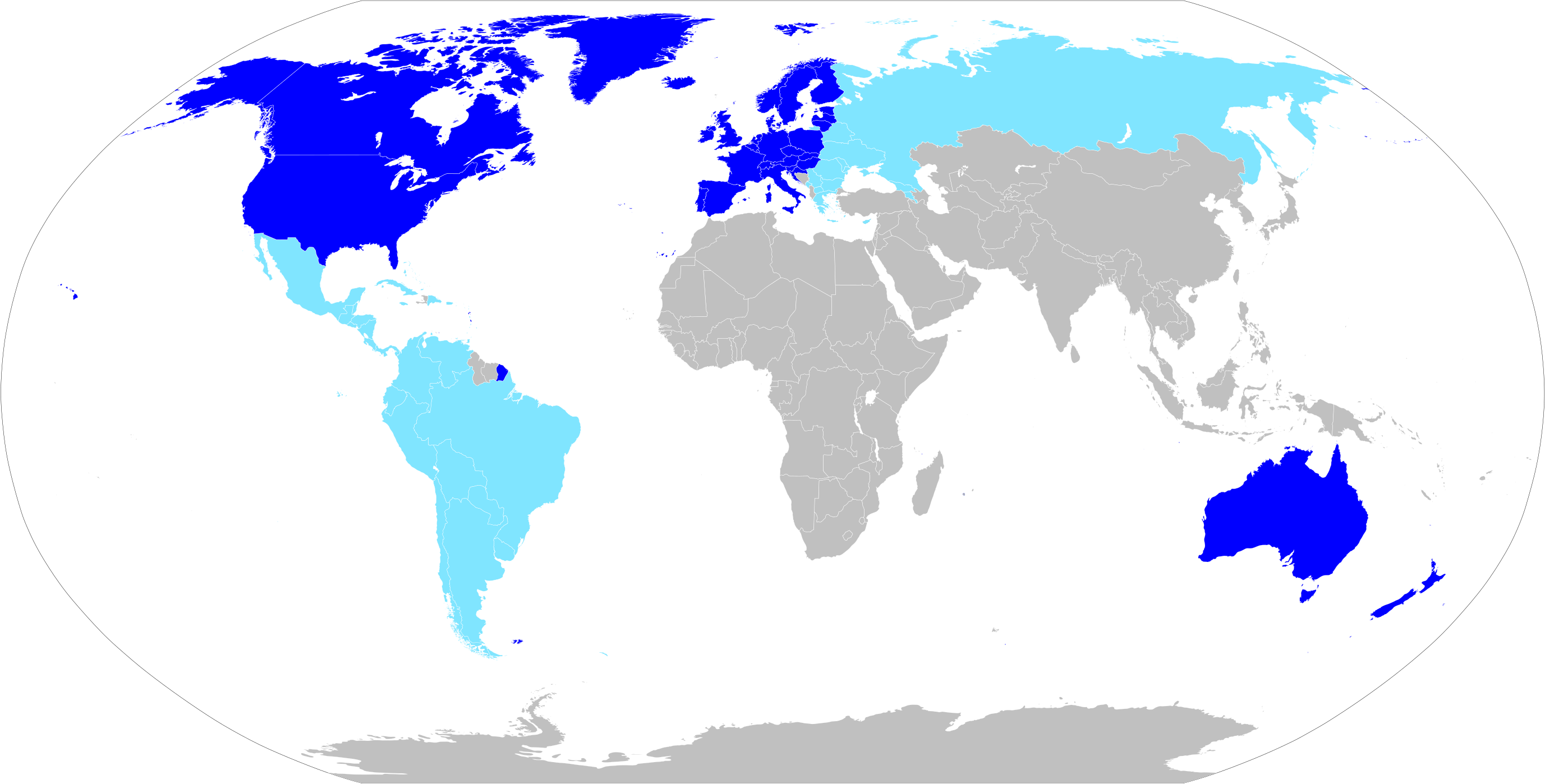
서양

서양 요리(西洋料理)는 서양의 요리이다. 양식(洋食)으로도 부르며, 좁게는 프랑스 요리와 이탈리아 요리 등 유럽 요리를, 넓게는 북아메리카, 오스트레일리아와 라틴아메리카의 요리, 즉 유럽의 이주민들이 아주 큰 영향을 끼친 이주민 요리도 포함된다. "서양 요리"라는 표현은 동아시아 사람들이 "동양 요리", 또는 아시아식 요리와 대조하여 부르는 용도로 쓰인다.

## 분류
서양 요리에 속하는 요리는 다음과 같다.
- 그리스 요리
- 네덜란드 요리
- 노르웨이 요리
- 뉴질랜드 요리
- 덴마크 요리
- 독일 요리
- 라트비아 요리
- 러시아 요리
- 루마니아 요리
- 룩셈부르크 요리
- 리투아니아 요리
- 리히텐슈타인 요리
- 모나코 요리
- 몬테네그로 요리
- 몰도바 요리
- 몰타 요리
- 미국 요리
- 바티칸 요리
- 벨기에 요리
- 벨라루스 요리
- 보스니아 헤르체고비나 요리
- 북마케도니아 요리
- 불가리아 요리
- 산마리노 요리
- 세르비아 요리
- 스웨덴 요리
- 스위스 요리
- 스페인 요리
- 슬로바키아 요리
- 슬로베니아 요리
- 아르메니아 요리
- 아이슬란드 요리
- 아일랜드 요리
- 안도라 요리
- 알바니아 요리
- 에스토니아 요리
- 영국 요리
- 오스트레일리아 요리
- 오스트리아 요리
- 우크라이나 요리
- 이탈리아 요리
- 조지아 요리
- 체코 요리
- 캐나다 요리
- 코소보 요리
- 크로아티아 요리
- 키프로스 요리
- 포르투갈 요리
- 폴란드 요리
- 프랑스 요리
- 핀란드 요리
- 헝가리 요리

## 같이 보기
- 세계 요리